# Cabinet Adenauer V
 (janvier 2023).
Si vous disposez d'ouvrages ou d'articles de référence ou si vous connaissez des sites web de qualité traitant du thème abordé ici, merci de compléter l'article en donnant les références utiles à sa vérifiabilité et en les liant à la section « Notes et références ».
RFA
Adenauer IV Erhard I
Le cabinet Adenauer V (en allemand : Kabinett Adenauer V) est le gouvernement fédéral de la République fédérale d'Allemagne entre le 14 décembre 1962 et le 11 octobre 1963, durant la quatrième législature du Bundestag.

## Historique du mandat
Dirigé par le chancelier fédéral chrétien-démocrate sortant Konrad Adenauer, ce gouvernement est constitué et soutenu par une « coalition noire-jaune » entre l'Union chrétienne-démocrate d'Allemagne (CDU), l'Union chrétienne-sociale en Bavière (CSU) et le Parti libéral-démocrate (FDP). Ensemble, ils disposent de 309 députés sur 499, soit 61,9 % des sièges du Bundestag.
Il est formé à la suite de la rupture temporaire de la coalition majoritaire, causée par le départ des libéraux-démocrates en conséquence de l'affaire du Spiegel. Il constitue stricto sensu un remaniement ministériel du cabinet Adenauer IV. Ainsi, le chancelier Adenauer ne s'est pas soumis à un vote d'investiture devant le Bundestag.

### Formation
Le principal changement de cet exécutif est le remplacement, prévu dès sa constitution mais opéré seulement le 9 janvier 1963, du ministre fédéral de la Défense Franz Josef Strauß, au profit du ministre-président de Schleswig-Holstein Kai-Uwe von Hassel. Ce départ était une condition sine qua none du FDP pour le renouvellement du contrat de majorité. Par ailleurs, le nouvel accord prévoit expressément le remplacement de Konrad Adenauer à l'automne 1963.
Ainsi, ce sont sept nouveaux ministres fédéraux qui sont nommés, les deux protagonistes de l'affaire du Spiegel, Strauß et le ministre fédéral de la Justice Wolfgang Stammberger n'étant pas reconduits dans leurs fonctions. Elisabeth Schwarzhaupt reste la seule femme du cabinet, tandis que Rainer Barzel en est le benjamin. Ludwig Erhard et Hans-Christoph Seebohm sont les derniers ministres fédéraux en poste depuis l'arrivée au pouvoir d'Adenauer, en septembre 1949.

### Succession
Le 11 octobre 1963, le chancelier cède ses fonctions après plus de 14 années de pouvoir. Il est remplacé, contre sa volonté, par son vice-chancelier, qui maintient la coalition majoritaire et compose le cabinet Erhard I.

## Composition
- Les nouveaux ministres sont indiqués en gras, ceux ayant changé d'attributions en italique.

| Poste                                                                                          | Titulaire | Titulaire                                   | Parti |
| ---------------------------------------------------------------------------------------------- | --------- | ------------------------------------------- | ----- |
| Chancelier fédéral                                                                             |           | Konrad Adenauer                             | CDU   |
| Vice-chancelier Ministre fédéral de l'Économie                                                 |           | Ludwig Erhard                               | Sans  |
| Ministre fédéral des Affaires étrangères                                                       |           | Gerhard Schröder                            | CDU   |
| Ministre fédéral de l'Intérieur                                                                |           | Hermann Höcherl                             | CSU   |
| Ministre fédéral de la Justice                                                                 |           | Ewald Bucher                                | FDP   |
| Ministre fédéral des Finances                                                                  |           | Rolf Dahlgrün                               | FDP   |
| Ministre fédéral de l'Alimentation, de l'Agriculture et des Forêts                             |           | Werner Schwarz                              | CDU   |
| Ministre fédéral du Travail et de l'Ordre social                                               |           | Theodor Blank                               | CDU   |
| Ministre fédéral de la Défense                                                                 |           | Franz Josef Strauß (par intérim)            | CSU   |
| Ministre fédéral de la Défense                                                                 |           | Kai-Uwe von Hassel (à partir du 09/01/1963) | CDU   |
| Ministre fédéral des Transports                                                                |           | Hans-Christoph Seebohm                      | CDU   |
| Ministre fédéral des Postes et des Télécommunications                                          |           | Richard Stücklen                            | CSU   |
| Ministre fédéral du Logement, de l'Urbanisme et de l'Aménagement du territoire                 |           | Paul Lücke                                  | CDU   |
| Ministre fédéral des Expulsés, des Réfugiés et des Blessés de guerre                           |           | Wolfgang Mischnick                          | FDP   |
| Ministre fédéral des Questions pan-allemandes                                                  |           | Rainer Barzel                               | CDU   |
| Ministre fédéral des Affaires du Bundesrat et des Länder                                       |           | Alois Niederalt                             | CSU   |
| Ministre fédéral des Questions familiales et juvéniles                                         |           | Bruno Heck                                  | CDU   |
| Ministre fédéral de la Recherche scientifique                                                  |           | Hans Lenz                                   | FDP   |
| Ministre fédéral du Trésor                                                                     |           | Werner Dollinger                            | CSU   |
| Ministre fédéral de la Coopération économique                                                  |           | Walter Scheel                               | FDP   |
| Ministre fédéral des Affaires sanitaires                                                       |           | Elisabeth Schwarzhaupt                      | CDU   |
| Ministre fédéral avec attributions spéciales Chargé des Affaires du Conseil fédéral de défense |           | Heinrich Krone                              | CDU   |